# Energisa
Energisa S.A. ist eine brasilianische Holdinggesellschaft mit Sitz in Cataguases, Minas Gerais, die im Energiesektor tätig ist.
Über ihre Tochtergesellschaften beschäftigt sich die Gesellschaft hauptsächlich mit dem Vertrieb und der Vermarktung von elektrischer Energie. Sie verteilt Energie für den privaten, industriellen, gewerblichen und ländlichen Verbrauch. Das Unternehmen ist in den Bundesstaaten Rio de Janeiro, São Paulo, Paraná, Minas Gerais, Sergipe, Paraiba, Mato Grosso, Mato Grosso do Sul, Tocantins, Rondonia und Acre tätig. Neben Unternehmen, die in der Verteilung von elektrischer Energie tätig sind, gehören zu den Tochtergesellschaften des Unternehmens Energisa Solucoes SA, die Dienstleistungen im Zusammenhang mit der Erzeugung und Verteilung von elektrischem Strom erbringt; Energisa Servicos Aereos SA, die thermografische Inspektionsdienste anbietet; und Energisa Planejamento e Corretagem Seguros Ltda, unter anderem in der Versicherungsvermittlung tätig.
Die Gesellschaft besteht aus 18 Unternehmen, von denen 13 Stromverteilungsunternehmen sind. Damit ist sie die sechstgrößte Energieverteilungsgruppe in Brasilien mit etwa sechs Millionen Kunden und einer Bevölkerung von fast 16 Millionen Menschen.
Energisa ist an der brasilianischen Börse BOVESPA notiert.

## Geschichte
1905 gründen José Monteiro Ribeiro Junqueira, João Duarte Ferreira und Norberto Custódio Ferreira die Companhia Força e Luz Cataguazes-Leopoldina  mit Sitz in Cataguases. 1907 wird Cataguazes-Leopoldina das dritte Unternehmen, das an der Börse von Rio de Janeiro registriert ist. 1908 weiht sein erstes Wasserkraftwerk Usina Maurício mit 800 kW Leistung ein, einem der Pionier-Generatoren des Landes. 1918 werden Companhia Pombense de Eletricidade  in Rio Pomba und von Usina Coronel Domiciano in Muriaé übernommen. 1925 ist Cataguazes-Leopoldina eines der ersten Unternehmen weltweit, das seinen Mitarbeitern eine Gewinnbeteiligung gewährt. 1928 wird das 4-MW-Kraftwerk Ituerê in der Gemeinde Rio Pomba errichtet.
1949 wird das Unternehmen Força e Luz Além Paraíba in der Gemeinde Além Paraíba erworben. 1970 wird eine Diesel-Gruppe zur thermischen Erzeugung von 5,5 MW in Cataguases erworben. Änderung der Verteilungsfrequenz von 50 auf 60 Hz. 1971 geschieht die erste öffentliche Ausgabe von Aktien der Companhia Força e Luz Cataguazes-Leopoldina, heute Energisa Minas Gerais. In den Folgejahren werden verschiedene regionale Stromversorger übernommen. 1999 wird Cat-Leo Energia S.A., ein Unternehmen, das Wasserkraftwerke baute, gegründet. Über diese Gesellschaft wird mit dem Bau von 5 neuen Kraftwerken in der Zona da Mata von Minas Gerais mit einer Gesamtleistung von 100 MW begonnen. Es werden ca. 250 Mio. Reais investiert und 2500 Arbeitsplätze geschaffen durch den Bau der Wasserkraftwerke Ivan Botelho I, II und III, Ormeo Junqueira Botelho und Túlio Cordeiro de Melo, neben dem Baubeginn des Thermoelektrischen Kraftwerks Juiz de Fora (UTEJF), des ersten thermoelektrischen Erdgaskraftwerks in Minas Gerais. 2006 wird Energia do Brasil Participações Ltda. von Multipar S.A. übernommen, einem Unternehmen aus der Cataguazes-Leopoldina-Gruppe.
2007 wird Energisa Holdinggesellschaft und ersetzt Cataguazes-Leopoldina an der Börse. 2008 wird aus der Grupo Cataguazes-Leopoldina die Grupo Energisa. Die Aktionäre der Grupo Energisa haben den neuen Firmennamen ihrer Tochtergesellschaften zugestimmt. 2010 beginnt Energisa mit der Stromerzeugung aus Windkraft. Das Unternehmen baut fünf Windparks im Bundesstaat Rio Grande do Norte. 2012 wird der Erwerb von Stromerzeugungsanlagen aus Zuckerrohrbiomasse abgeschlossen. 2014 wird die Grupo Rede übernommen. Mit der Übernahme bedient Energisa nun etwa sechs Millionen Verbraucher oder eine Bevölkerung von 15 Millionen Menschen in 788 Gemeinden in neun Bundesstaaten in allen Regionen Brasiliens. 2016 wird die Aktie im Index BOVESPA Level 2 notiert.